# Tyry
Der Tyry (russisch Тыры, jakutisch Тырыы) ist ein rechter Nebenfluss des Aldan in Ostsibirien. Er hat seinen Ursprung im Suntar-Chajata-Gebirge im Osten der russischen Republik Sacha (Jakutien). Von dort fließt er in westlicher Richtung, durchschneidet den Gebirgszug Sette Daban, erreicht die Mitteljakutische Niederung und mündet in den nach Norden fließenden Aldan.
Der Tyry hat eine Länge von 327 km und ein Einzugsgebiet von 14.000 km². Die durchschnittliche Abflussmenge an der Mündung beträgt 85 m³/s. Der Tyry gefriert gewöhnlich in der ersten Oktoberhälfte zu, ab Mitte Mai ist er wieder eisfrei.
Die wichtigsten Nebenflüsse sind Chalya, Dolgutschan und Natalja von links, sowie Dyby von rechts.